# Synbranchidae
Synbranchidae (Kieuwspleetalen) zijn een familie van straalvinnige vissen uit de orde van Kieuwspleetalen (Synbranchiformes).

## Geslachten
- Macrotrema Regan, 1912
- Monopterus Lacepède, 1800
- Ophisternon McClelland, 1844
- Synbranchus Bloch, 1795